# 110街車站 (IRT萊辛頓大道線)
110街車站（英語：110th Street station）是紐約地鐵IRT萊辛頓大道線的慢車地鐵站，位於曼哈頓東哈萊姆萊辛頓大道和110街交界，設有4號線（僅深夜停站）、6號線（任何時候停站）列車服務，而繁忙時段的尖峰方向還有開行<6>列車。

## 車站結構
| Ground | 街道層   | 出入口                                                           |
| 月台層 | 側式月台 | 側式月台                                                         |
| 月台層 | 北行慢車 | ← 往佩勒姆灣公園或帕克徹斯特 (116街) ← 深夜時往伍德羅恩 (116街)  |
| 月台層 | 北行快車 | ← 不停靠                                                         |
| 月台層 | 南行快車 | → 不停靠 →                                                       |
| 月台層 | 南行慢車 | → 往布魯克林大橋-市政府 (103街) → → 深夜時往新地段大道 (103街) → |
| 月台層 | 側式月台 |                                                                  |

此地下車站於1918年7月17日啟用，設有兩個側式月台和四條軌道。
各月台中央都設有一個閘機。南行月台的樓梯通往萊辛頓大道和110街西邊任一角，而北行月台則通往東邊任一角。兩個方向沒有任何跨線橋或地下道
北行月台在北端設有另一個出口，但受安全原因影響已經在1990年代中關閉和覆蓋。這個出口唯一的殘留物是牆壁上的一扇鋼門。

## 外部連結
- nycsubway.org—IRT East Side Line: 110th Street
- nycsubway.org — Un Sabado en la Ciento Diez (A Saturday on 110th Street) Artwork by Manuel Vega (1996)（页面存档备份，存于）
- Station Reporter — 4 Train
- Station Reporter — 6 Train
- MTA's Arts For Transit — 110th Street (IRT Lexington Avenue Line)
- 110th Street entrance from Google Maps Street View（页面存档备份，存于）
- Platforms from Google Maps Street View （页面存档备份，存于）